# Miroslav Hanuš (herec)
Miroslav Hanuš (* 22. května 1963 Praha) je český herec.
V roce 1987 absolvoval DAMU. Poté nastoupil do kladenského Divadla Jaroslava Průchy. Společně s režisérkou Hanou Burešovou pak přešel do pražského Divadla Labyrint a odtud do nově vzniklého pražského Divadla v Dlouhé. Kromě herectví se věnuje také režii.
Do širšího povědomí diváků se zapsal rolí radního Hložánka v televizním seriálu Ulice a také jako kriminalista Korejs v seriálu Případy 1. oddělení.
Jeho manželkou je choreografka Jana Hanušová, s níž má tři dcery. Dcera Eliška Hanušová Bašusová (* 1995) je také herečka.
V roce 2019 se zúčastnil 10. řady taneční soutěže StarDance …když hvězdy tančí, ve které skončil na 6. místě.

## Filmografie
- 2025
  - ČERNÁK
- 2016
  - Každý milion dobrý (TV film)
  - Nikdy nejsme sami

- 2015
  - Atentát (TV seriál)
  - Reportérka (TV seriál)
  - Správnej dres (TV film)

- 2014
  - Andělé všedního dne
  - Případy 1. oddělení (TV seriál)
  - Tři bratři

- 2013
  - České století (TV seriál)
  - Láska, soudruhu

- 2012
  - Čechové na Měsíci (studentský film)

- 2011
  - Čapkovy kapsy (TV seriál)
  - Lidice
  - Nevinnost
  - O mé rodině a jiných mrtvolách (TV seriál)
  - Poupata

- 2010
  - Cesty domů (TV seriál)

- 2009
  - Klub osamělých srdcí (TV film)
  - Proč bychom se netopili (TV seriál)
  - První krok (TV seriál)
  - Vyprávěj (TV seriál)
  - Zemský ráj to napohled

- 2008
  - Bez tváře (TV film)
  - Kriminálka Anděl (TV seriál)

- 2007
  - ...a bude hůř
  - O život
  - ROMing
  - Světla pasáže (TV seriál)
  - Trapasy (TV seriál)
  - Václav

- 2006
  - Vratné lahve

- 2005
  - Eden (TV seriál)
  - Hostel
  - Ulice (TV seriál)
  - 3 plus 1 s Miroslavem Donutilem (TV seriál)

- 2004
  - Nadměrné maličkosti: Nehoda (TV film)
  - Redakce (TV seriál)

- 2003
  - Maryška (TV film)
  - Pouta nejsilnější (studentský film)

- 2001
  - Paralelní světy

- 2000
  - Četnické humoresky (TV seriál)

- 1997
  - Sedm a jedna noc (TV film)

- 1996
  - Koncert

- 1991
  - Uzavřený pavilón (TV film)

- 1989
  - Dobrodružství kriminalistiky (TV seriál)

- 1988
  - Zlý věk (TV film)

- 1987
  - Hádání s Hadovkou (TV film)
  - O houslích krále snů (TV film)

- 1986
  - O rybáři a rybce (TV film)

- 1983
  - Radikální řez

## Ocenění
- Cena české filmové kritiky (2016) – Nejlepší mužský herecký výkon (Nikdy nejsme sami)